# 1500 Jyväskylä
1500 Jyväskylä (1500 Jyvaskyla) là một tiểu hành tinh vành đai chính.
Nó được phát hiện bởi Y. Väisälä ngày 16 tháng 10 năm 1938, và is được đặt theo tên the town thuộc Jyväskylä, Phần Lan.
Little is known about thlà mộtsteroid.